# × Dactylodenia
× Dactylodenia – hybrydowy rodzaj roślin z rodziny storczykowatych (Orchidaceae). Obejmuje 18 gatunków występujących w Europie w takich krajach jak: Austria, Belgia, Bułgaria, Czechy, Słowacja, Francja, Niemcy, Wielka Brytania, Irlandia, Holandia, Polska, Rumunia, Hiszpania, Szwecja, Szwajcaria, Serbia, Czarnogóra, Chorwacja, Bośnia i Hercegowina, Słowenia, Macedonia Północna. Formuła hybrydowa to Dactylorhiza × Gymnadenia.

## Systematyka
Rodzaj sklasyfikowany do podplemienia Orchidinae w plemieniu Orchideae, podrodzina storczykowe ( Epidendroideae), rodzina storczykowate (Orchidaceae), rząd szparagowce (Asparagales) w obrębie roślin jednoliściennych.
Wykaz gatunków
- × Dactylodenia aravardii M.Gerbaud & O.Gerbaud
- × Dactylodenia berninaensis (W.Schmid) J.M.H.Shaw
- × Dactylodenia engelii M.Gerbaud, O.Gerbaud & J.-M.Lewin
- × Dactylodenia ettlingeriana M.J.Clark & L.Lewis
- × Dactylodenia evansii (Druce) Stace
- × Dactylodenia heinzeliana (Reichardt) Garay & H.R.Sweet
- × Dactylodenia illyrica (Hartmut Jahn & Kümpel) P.Delforge
- × Dactylodenia jacksonii (Quirk) B.Bock
- × Dactylodenia jeanjeanii (G.Keller) Aver.
- × Dactylodenia klingeana (Asch. & Graebn.) Peitz
- × Dactylodenia lacerta R.M.Bateman & Tattersall
- × Dactylodenia lebrunii (E.G.Camus) Peitz
- × Dactylodenia regeliana (Brügger) Peitz
- × Dactylodenia tourensis (Godfery) B.Bock
- × Dactylodenia varia (T.Stephenson & T.A.Stephenson) Aver.
- × Dactylodenia vitosensis Jagiello
- × Dactylodenia vollmannii (M.Schulze) Peitz
- × Dactylodenia zollikoferi (Stoj.) Peitz